# Kiril Pandov
Kiril Pandov (en búlgaro: Кирил Пандов) (Varna, 25 de agosto de 1928 - Varna, 21 de marzo de 2014) fue un futbolista búlgaro que jugaba en la demarcación de centrocampista.

## Biografía
Hizo su debut como futbolista en 1946 a los 18 años de edad con el PFC Spartak Varna. Jugó en el club durante quince temporadas, siendo uno de los jugadores con más partidos disputados con el club, con 207. El año que debutó en el equipo, y dos años después, consiguió finalizar en la tercera posición de la tabla del Campeonato de Estado Búlgaro. En 1961 consiguió llegar a la final de la Copa de Bulgaria contra el PFC CSKA Sofia, cayendo derrotados por 3-0. Finalmente, ese mismo año se retiró como futbolista. También llegó a jugar un partido con la selección de fútbol de Bulgaria en 1955.
Falleció el 21 de marzo de 2014 en su localidad natal de Varna a los 85 años de edad.

## Clubes
| Club              | País     | Año       | Partidos | Goles |
| ----------------- | -------- | --------- | -------- | ----- |
| PFC Spartak Varna | Bulgaria | 1946-1961 | 207      | 2     |